# Buinersluis
De Buinersluis (ook het 3e Verlaat of Derde Verlaat) is de derde sluis die in 1819 werd aangelegd in het nieuw aangelegde Stadskanaal in de Nederlandse provincie Groningen. In 1908 werd er een tweede sluis naast deze sluis gebouwd, vanwege het drukke scheepvaartverkeer in het Stadskanaal.
De vaarweg is aangemerkt als CEMT-klasse 0. 
De lengte van de oude kolk is 24,2 m, toch is de schutlengte 29 m (door de vorm van de sluiskolk), en de wijdte is 13,6 m. De doorvaarbreedte van de hoofden is maar 6,0 m. De drempeldiepte van beide drempels is KP –2,1 m. De lengte van de nieuwe kolk is 42 m en de wijdte is 6 m. De drempeldiepte van beide drempels is KP –1,9 m. Er liggen draaibruggen over de benedenhoofden
Het Buinersluis is een schutsluis die in 1819 voor 25.700 gulden werd aangelegd aan de Hoofdstraat en Hoofdkade in Stadskanaal. In de loop van de 19e eeuw werd het kanaal verder in zuidoostelijke richting gegraven. Veel neringdoenden vestigden zich in de buurt van de in het kanaal aangelegde schutsluizen, vanwege de mogelijkheden tot handel met de wachtende turfschippers.
De sluis dankt haar naam aan het feit dat ze aangelegd niet ver van de plaats waar de Buinermond uitkomt in het Stadskanaal. Monden waren haaks op het kanaal gegraven vaarten, die het achterliggende veengebied verder ontsloten. Haaks op deze monden werden zogenaamde wijken gegraven.
De Buinersluizen, inclusief de draaibruggen en sluiswachterswoning, zijn aangemerkt als een rijksmonument.

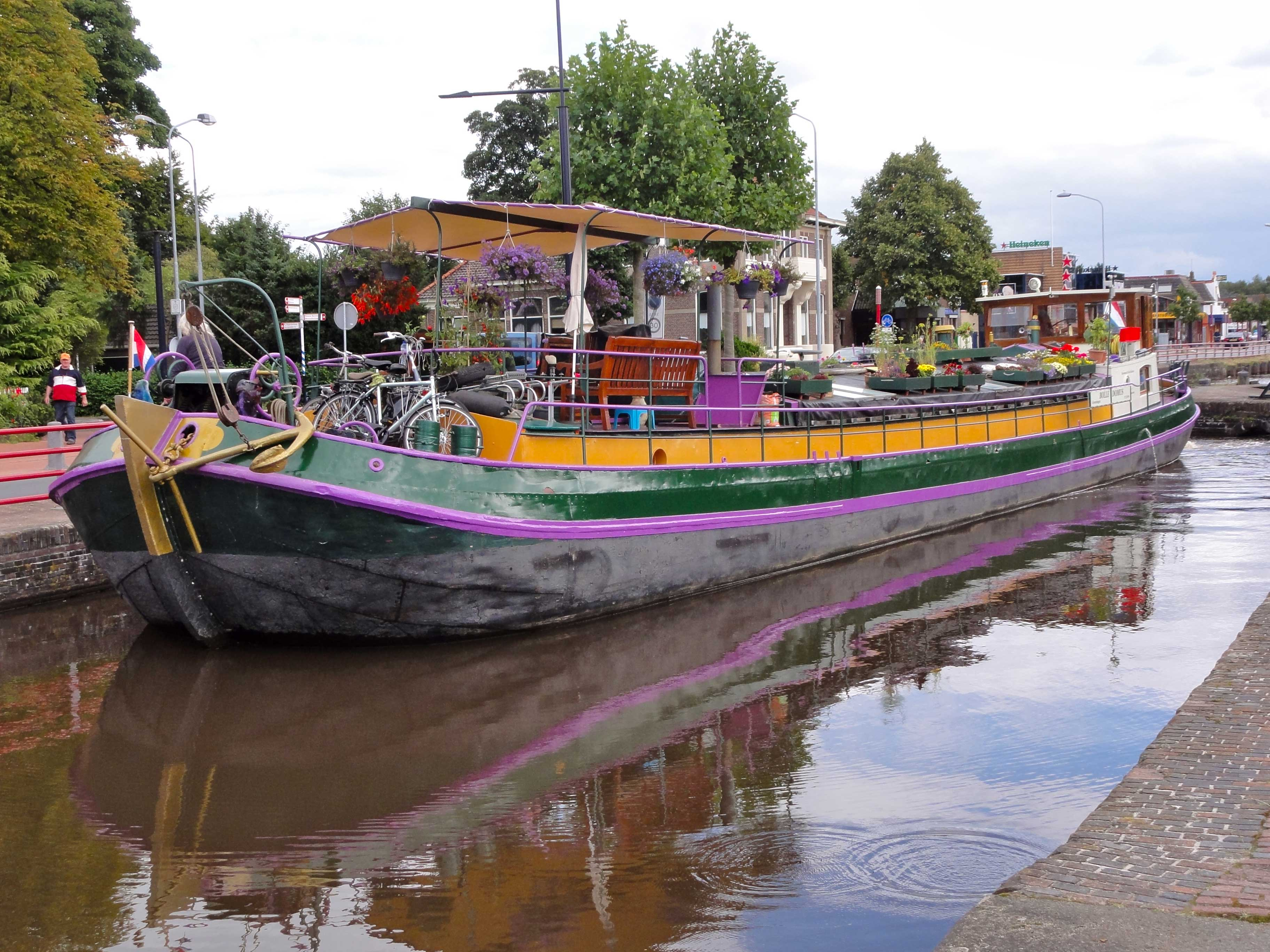
De Bolle Domus, een Groninger Boltjalk, wordt geschut in de Buinersluis (2012)